# Anatomie voor beginners
Anatomie voor beginners was een 8-delige serie op de Nederlandse televisiezender Tien. In dit programma werden de kijkers door twee professoren, Gunther von Hagens uit Duitsland en de Britse patholoog John A. Lee, meegenomen op een reis door het menselijk lichaam.

## Achtergrond
Voordat de 8-delige serie van 29 januari tot 8 februari 2007 werd uitgezonden was er op Tien al een voorproefje, op 6 januari. Veel mensen wilden meer en dat kwam er ook. Het programma deed stof opwaaien omdat toenmalig CDA-kamerlid Joop Atsma zei dat hij tijdens de uitzending 'over zijn nek ging' en dat het programma niet veel goeds zou doen.

## Kijkcijfers
| Dag        | Kijkcijfers | Uitzending na?             |
| 29 januari | 201.000     | Gooische Vrouwen           |
| 30 januari | 194.000     | Sjoemelaars en Sjacheraars |
| 31 januari | 143.000     | Ongelofelijk maar waar     |
| 1 februari | 153.000     | Stenders Late Vermaak      |
| 5 februari | 165.000     | Gooische Vrouwen           |
| 6 februari | 193.000     | Jong Oranje - Jong Rusland |
| 7 februari | 99.000      | Film                       |
| 8 februari | 145.000     | Stenders Late Vermaak      |